# Ex on the Beach: Doble Holandés
Ex on the Beach: Doble Holandés (en su idioma original: Ex on the Beach: Duoble Dutch) es un reality show transmitido por MTV Holanda y MTV Bélgica, Países Bajos. Es la versión Flandres del reality británico Ex on the Beach. El programa fue anunciado por primera vez en mayo de 2016. Cuenta con un grupo de hombres y mujeres que disfrutan de unas vacaciones de verano en el paraíso, mientras que buscan el amor. Sin embargo, se les unieron sus ex para agitar las cosas. Cada ex está allí, ya sea por venganza o revivir su amor. En junio de 2024, se anunció la renovación del programa para una undécima temporada..

## Temporadas
| Año       | Temporada    | Ubicación    | Episodios      | Inicio          | Final         |
| --------- | ------------ | ------------ | -------------- | --------------- | ------------- |
| 2016      | Temporada 1  | Portugal     | 8              | 28 de agosto    | 16 de octubre |
| 2017      | Temporada 2  | Tailandia    | 8 +1 especial  | 14 de mayo      | 2 de julio    |
| 2018      | Temporada 3  | Tailandia    | 10 +1 especial | 6 de mayo       | 8 de julio    |
| 2018–2019 | Temporada 4  | Curazao      | 9 +1 especial  | 18 de noviembre | 13 de enero   |
| 2019      | Temporada 5  | Tailandia    | 10 +1 especial | 19 de mayo      | 21 de julio   |
| 2020      | Temporada 6  | Tailandia    | 9 +1 especial  | 5 de abril      | 31 de mayo    |
| 2021      | Temporada 7  | Tenerife     | 9 +1 especial  | 1 de abril      | 6 de junio    |
| 2022      | Temporada 8  | Gran Canaria | 9 +1 especial  | 12 de junio     | 7 de agosto   |
| 2023      | Temporada 9  | Gran Canaria | 9 +1 especial  | 14 de mayo      | 16 de julio   |
| 2024      | Temporada 10 | Pen. de Barú | 9 +1 especial  | 7 de abril      | 2 de junio    |
| 2025      | Temporada 11 | Pen. de Barú | –              | 11 de mayo      | –             |

### Temporada 1 (2016)
La primera temporada comenzó el 28 de agosto de 2016. Los concursantes de esta temporada incluyeron a Ashley Van Vrouwerf, Cherry Lansdorf, Gaethane Van Kerchove, Monja Van De Veire, Nick Vande Moortele, Puru Schout, Shady Mohamed y Wayne Siebenga.

#### Reparto
- En negrita los miembros del elenco denominados solteros.

| 8 | Ashley Van Vrouwerf          | Sokratis Glavari           |  |  |  |
| 8 | Cherry Lansdorf              | Raymond                    |  |  |  |
| 8 | Gaethane "Gaga" Van Kerchove | –                          |  |  |  |
| 8 | Monja Van De Veire           | Altin, Beaudin             |  |  |  |
| 3 | Nick Vande Moortele          | Jodie                      |  |  |  |
| 8 | Puru Schout                  | Nathalie                   |  |  |  |
| 8 | Shady Mohamed                | Simone                     |  |  |  |
| 6 | Wayne Siebenga               | –                          |  |  |  |
|   |                              |                            |  |  |  |
| 8 | Sokratis Glavari             | Ashley Van Vrouwerf, Jona  |  |  |  |
| 7 | Simone                       | Shady Mohamed              |  |  |  |
| 6 | Beaudin                      | Monja Van De Veire         |  |  |  |
| 6 | Jodie                        | Ariëm, Nick Vande Moortele |  |  |  |
| 5 | Altin                        | Monja Van De Veire         |  |  |  |
| 4 | Raymond                      | Cherry Lansdorf            |  |  |  |
| 3 | Ariën                        | Jodie                      |  |  |  |
| 2 | Nathalie                     | Puru Schout                |  |  |  |
| 1 | Jona                         | Sokratis Glavari           |  |  |  |

#### Duración del reparto
| Reparto  | Episodios | Episodios | Episodios | Episodios | Episodios | Episodios | Episodios | Episodios |
| Reparto  | 1         | 2         | 3         | 4         | 5         | 6         | 7         | 8         |
| Ashley   |           |           |           |           |           |           |           |           |
| Chery    |           |           |           |           |           |           |           |           |
| Gaga     |           |           |           |           |           |           |           |           |
| Monja    |           |           |           |           |           |           |           |           |
| Nick     |           |           |           |           |           |           |           |           |
| Puru     |           |           |           |           |           |           |           |           |
| Shady    |           |           |           |           |           |           |           |           |
| Wayne    |           |           |           |           |           |           |           |           |
| Sokratis |           |           |           |           |           |           |           |           |
| Simone   |           |           |           |           |           |           |           |           |
| Beaudin  |           |           |           |           |           |           |           |           |
| Jodie    |           |           |           |           |           |           |           |           |
| Altin    |           |           |           |           |           |           |           |           |
| Raymond  |           |           |           |           |           |           |           |           |
| Ariëm    |           |           |           |           |           |           |           |           |
| Nathalie |           |           |           |           |           |           |           |           |
| Jona     |           |           |           |           |           |           |           |           |
| -------- | --------- | --------- | --------- | --------- | --------- | --------- | --------- | --------- |

     = "Miembro del reparto" aparece en este episodio.
     = "Miembro del reparto" llega a la playa.
     = "Miembro del reparto" tiene un ex la playa.
     = "Miembro del reparto" llega a la playa y un ex llega durante el mismo episodio.
     = "Miembro del reparto" sale de la playa.
     = "Miembro del reparto" tiene un ex a y se retira de la playa en el mismo episodio.
     = "Miembro del reparto" no aparece en este episodio.

### Temporada 2 (2017)
La segunda temporada comenzó el 14 de mayo de 2017. Por primera vez, hermanas gemelas se unieron al programa, Esmee y Sharon Ipema. Además de las gemelas, participaron Alisa Litynska, Bastiano, Hannah, Jeffrey, Mike, Shelby y Yoshi. En esta temporada, los participantes saben dónde se encuentran, pero, en comparación con la temporada anterior, se lanzan más ex. MTV prometió más drama de esa manera. Altin de la primera temporada vuelve nuevamente como Ex.

#### Reparto
- En negrita los miembros del elenco denominados solteros.
      = Aparece por segunda vez en el programa.

| 8 | Alisa Litynska | –                      |  |  |  |
| 8 | Bastiano       | Nikki                  |  |  |  |
| 8 | Esmee Ipema    | Wallace                |  |  |  |
| 8 | Hannah         | Altin                  |  |  |  |
| 8 | Jeffrey        | Rosalie                |  |  |  |
| 8 | Mike           | Chiara                 |  |  |  |
| 8 | Sharon Ipema   | Jordi                  |  |  |  |
| 5 | Shelby         | Simo                   |  |  |  |
| 8 | Yoshi          | Michelle Orban, Shelly |  |  |  |
|   |                |                        |  |  |  |
| 8 | Shelly         | Yoshi                  |  |  |  |
| 8 | Chiara         | Mike                   |  |  |  |
| 7 | Simo           | Shelby, Stephanie      |  |  |  |
| 5 | Jordi          | Sharon Ipema           |  |  |  |
| 6 | Stephanie      | Simo                   |  |  |  |
| 5 | Altin          | Hanna                  |  |  |  |
| 4 | Wallace        | Esmee Ipema            |  |  |  |
| 3 | Nikki          | Bastiano, Timo         |  |  |  |
| 3 | Michelle Orban | Yoshi                  |  |  |  |
| 2 | Rosalie        | Jeffrey                |  |  |  |
| 1 | Timo           | Nikki                  |  |  |  |

#### Duración del reparto
| Reparto   | Episodios | Episodios | Episodios | Episodios | Episodios | Episodios | Episodios | Episodios |
| Reparto   | 1         | 2         | 3         | 4         | 5         | 6         | 7         | 8         |
| Alisa     |           |           |           |           |           |           |           |           |
| Bastiano  |           |           |           |           |           |           |           |           |
| Esmee     |           |           |           |           |           |           |           |           |
| Hanna     |           |           |           |           |           |           |           |           |
| Jeffrey   |           |           |           |           |           |           |           |           |
| Mike      |           |           |           |           |           |           |           |           |
| Sharon    |           |           |           |           |           |           |           |           |
| Shelby    |           |           |           |           |           |           |           |           |
| Yoshi     |           |           |           |           |           |           |           |           |
| Shelly    |           |           |           |           |           |           |           |           |
| Chiara    |           |           |           |           |           |           |           |           |
| Simo      |           |           |           |           |           |           |           |           |
| Jordi     |           |           |           |           |           |           |           |           |
| Stephanie |           |           |           |           |           |           |           |           |
| Altin     |           |           |           |           |           |           |           |           |
| Wallace   |           |           |           |           |           |           |           |           |
| Michelle  |           |           |           |           |           |           |           |           |
| Nikki     |           |           |           |           |           |           |           |           |
| Rosalie   |           |           |           |           |           |           |           |           |
| Timo      |           |           |           |           |           |           |           |           |
| --------- | --------- | --------- | --------- | --------- | --------- | --------- | --------- | --------- |

     = "Miembro del reparto" aparece en este episodio.
     = "Miembro del reparto" llega a la playa.
     = "Miembro del reparto" tiene un ex la playa.
     = "Miembro del reparto" llega a la playa y un ex llega durante el mismo episodio.
     = "Miembro del reparto" sale de la playa.
     = "Miembro del reparto" no aparece en este episodio.
     = "Miembro del reparto" llega a la playa y se retira en el mismo episodio.

### Temporada 3 (2018)
La tercera temporada comenzó el 6 de mayo de 2018. Esta temporada los participantes fueron Channah Koerten, Alex Maas, Jorden, Elodie Laay, Jamecia Baker, Nico Gossye, Roy Van Den Braden y Lie. La temporada se filmó en Tailandia. 
Channah y Quentin participaron en la segunda temporada de Temptation Island VIP, siendo ambos retirados del programa debido al bebe que esperaban. Lie meurs tambipen apareció en el programa como tentadora.

#### Reparto
- En negrita los miembros del elenco denominados solteros.

| 10 | Alex Maas            | Erin, Geneviève, Lisa Sace, Michelle   |  |  |  |
| 5  | Channah Koerten      | Quentin Steenwinkel                    |  |  |  |
| 10 | Elodie Laay          | Rinke Van Hal                          |  |  |  |
| 10 | Jamecia Baker        | –                                      |  |  |  |
| 7  | Jorden               | Beau Van Wees                          |  |  |  |
| 10 | Lie Meurs            | –                                      |  |  |  |
| 10 | Nico Gossye          | Angelique Preudhomme, Britt De Rockere |  |  |  |
| 8  | Roy Van Den Braden   | Chayenne, Laurence Moesching           |  |  |  |
|    |                      |                                        |  |  |  |
| 10 | Quentin Steenwinkel  | Channah Koerten                        |  |  |  |
| 10 | Laurence Moesching   | Roy Van Den Braden                     |  |  |  |
| 9  | Geneviève Fox Zouwer | Alex Maas, Robin De Rouw               |  |  |  |
| 8  | Lisa Sace            | Alex Maas                              |  |  |  |
| 3  | Rinke Van Hal        | Elodie Laay                            |  |  |  |
| 7  | Beau Van Wees        | Jorden, Kallie Steiner                 |  |  |  |
| 6  | Chayenne             | Roy Van Den Braden, Thierry            |  |  |  |
| 6  | Angelique Preudhomme | Nico Gossye                            |  |  |  |
| 5  | Britt De Rockere     | Nico Gossye                            |  |  |  |
| 2  | Michelle             | Alex Maas                              |  |  |  |
| 3  | Robin De Rouw        | Geneviève Fox Zouwer                   |  |  |  |
| 3  | Thierry              | Chayanne                               |  |  |  |
| 2  | Erin                 | Alex Maas, Steven                      |  |  |  |
| 2  | Kallie Steiner       | Beau Van Wees                          |  |  |  |
| 1  | Steven               | Erin                                   |  |  |  |

#### Duración del reparto
| Reparto   | Episodios | Episodios | Episodios | Episodios | Episodios | Episodios | Episodios | Episodios | Episodios | Episodios |
| Reparto   | 1         | 2         | 3         | 4         | 5         | 6         | 7         | 8         | 9         | 10        |
| Alex      |           |           |           |           |           |           |           |           |           |           |
| Channah   |           |           |           |           |           |           |           |           |           |           |
| Elodie    |           |           |           |           |           |           |           |           |           |           |
| Jamecia   |           |           |           |           |           |           |           |           |           |           |
| Jorden    |           |           |           |           |           |           |           |           |           |           |
| Lie       |           |           |           |           |           |           |           |           |           |           |
| Nico      |           |           |           |           |           |           |           |           |           |           |
| Roy       |           |           |           |           |           |           |           |           |           |           |
| Quentin   |           |           |           |           |           |           |           |           |           |           |
| Laurence  |           |           |           |           |           |           |           |           |           |           |
| Geneviève |           |           |           |           |           |           |           |           |           |           |
| Lisa      |           |           |           |           |           |           |           |           |           |           |
| Rinke     |           |           |           |           |           |           |           |           |           |           |
| Beau      |           |           |           |           |           |           |           |           |           |           |
| Chayanne  |           |           |           |           |           |           |           |           |           |           |
| Angelique |           |           |           |           |           |           |           |           |           |           |
| Britt     |           |           |           |           |           |           |           |           |           |           |
| Michelle  |           |           |           |           |           |           |           |           |           |           |
| Robin     |           |           |           |           |           |           |           |           |           |           |
| Thierry   |           |           |           |           |           |           |           |           |           |           |
| Erin      |           |           |           |           |           |           |           |           |           |           |
| Kallie    |           |           |           |           |           |           |           |           |           |           |
| Steven    |           |           |           |           |           |           |           |           |           |           |
| --------- | --------- | --------- | --------- | --------- | --------- | --------- | --------- | --------- | --------- | --------- |

     = "Miembro del reparto" aparece en este episodio.
     = "Miembro del reparto" llega a la playa.
     = "Miembro del reparto" tiene un ex la playa.
     = "Miembro del reparto" llega a la playa y un ex llega durante el mismo episodio.
     = "Miembro del reparto" sale de la playa.
     = "Miembro del reparto" no aparece en este episodio.

### Temporada 4 (2018-2019)
La cuarta temporada comenzó el 18 de noviembre de 2018. Los participantes de esta temporada fueron Brody, Djessy, Elias Giannoccaro, Robin Carrasco, Lena, Stacy, Viktor Louka y Díaz Pena Verlez. En cada episodio, también se publicó en línea un episodio, en el que Koen Kardashian entrevistaba a los participantes junto con sus familiares. Después de la temporada, la serie web "¿Qué pasó después?" Publicado en línea semanalmente, en el que los participantes y ex revisaron la temporada y compartieron, entre otras cosas, si se mantenían las relaciones y amistades.

#### Reparto
- En negrita los miembros del elenco denominados solteros.

| 9 | Brody              | –                                                    |  |  |  |
| 9 | Diaz Pena Verlez   | Angelica Louisa, Kim                                 |  |  |  |
| 9 | Djessy             | Jim                                                  |  |  |  |
| 9 | Elias Giannoccaro  | Renske Van Alpehn                                    |  |  |  |
| 6 | Lena               | Mezdi, Ricardo Talu                                  |  |  |  |
| 9 | Robin Carrasco     | Angélica Louisa, Sabrina Martina, Samantha Vreeswijk |  |  |  |
| 9 | Stacy Leirens      | –                                                    |  |  |  |
| 9 | Viktor Louka       | Renan Helleman                                       |  |  |  |
|   |                    |                                                      |  |  |  |
| 9 | Angelica Louisa    | Díaz, Harrie Snijders, Mezdi, Robin                  |  |  |  |
| 9 | Renan Helleman     | Viktor Louka, Yin Yin                                |  |  |  |
| 8 | Renske Van Alpehn  | Elias Giannoccaro                                    |  |  |  |
| 2 | Harrie Snijders    | Angelica Louisa                                      |  |  |  |
| 7 | Mezdi              | Angélica Louisa, Lena, Yasmine Pierards              |  |  |  |
| 7 | Yasmine Pierards   | Mezdi                                                |  |  |  |
| 4 | Ricardo Talu       | Lena                                                 |  |  |  |
| 5 | Sabrina Martina    | Robin Carrasco                                       |  |  |  |
| 4 | Jim                | Djessy                                               |  |  |  |
| 1 | Samantha Vreeswijk | Robin Carrasco                                       |  |  |  |
| 3 | Kim                | Diaz Pena Verlez, Kevin                              |  |  |  |
| 2 | Kevin              | Kim                                                  |  |  |  |
| 1 | Yin Yin            | Renan Helleman                                       |  |  |  |

#### Duración del reparto
| Reparto  | Episodios | Episodios | Episodios | Episodios | Episodios | Episodios | Episodios | Episodios | Episodios |
| Reparto  | 1         | 2         | 3         | 4         | 5         | 6         | 7         | 8         | 9         |
| Brody    |           |           |           |           |           |           |           |           |           |
| Diaz     |           |           |           |           |           |           |           |           |           |
| Djessy   |           |           |           |           |           |           |           |           |           |
| Eliaz    |           |           |           |           |           |           |           |           |           |
| Lena     |           |           |           |           |           |           |           |           |           |
| Robin    |           |           |           |           |           |           |           |           |           |
| Stacy    |           |           |           |           |           |           |           |           |           |
| Viktor   |           |           |           |           |           |           |           |           |           |
| Angelica |           |           |           |           |           |           |           |           |           |
| Renan    |           |           |           |           |           |           |           |           |           |
| Renske   |           |           |           |           |           |           |           |           |           |
| Harrie   |           |           |           |           |           |           |           |           |           |
| Mezdi    |           |           |           |           |           |           |           |           |           |
| Yasmine  |           |           |           |           |           |           |           |           |           |
| Ricardo  |           |           |           |           |           |           |           |           |           |
| Sabrina  |           |           |           |           |           |           |           |           |           |
| Jim      |           |           |           |           |           |           |           |           |           |
| Samantha |           |           |           |           |           |           |           |           |           |
| Kim      |           |           |           |           |           |           |           |           |           |
| Kevin    |           |           |           |           |           |           |           |           |           |
| Yin Yin  |           |           |           |           |           |           |           |           |           |
| -------- | --------- | --------- | --------- | --------- | --------- | --------- | --------- | --------- | --------- |

     = "Miembro del reparto" aparece en este episodio.
     = "Miembro del reparto" llega a la playa.
     = "Miembro del reparto" tiene un ex la playa.
     = "Miembro del reparto" llega a la playa y un ex llega durante el mismo episodio.
     = "Miembro del reparto" sale de la playa.
     = "Miembro del reparto" no aparece en este episodio.
     = "Miembro del reparto" llega a la playa y se retira en el mismo episodio.

### Temporada 5: All Stars (2019)
El 28 de marzo de 2019, MTV anunció que habría una quinta temporada a partir del 19 de mayo, el cual contaría con miembros de reparto de las primeras cuatro temporadas. Los participantes fueron anunciados entre el 2 de abril y el 30 de abril, cuenta con cinco hombres: Wayne Siebenga de la primera temporada; Harrie Snijders y Renan Helleman participando como exes en la cuarta temporada; Roy Van Den Braden de la tercera temporada;  y Joshua Feytons quien fue anunciado en el primer episodio, debutando por primera vez en el programa. Y cinco mujeres: Alisa Litynska, las gemelas Esmee y Sharon Ipema de la segunda temporada, Lisa Sace quien apareció como ex en la tercera temporada, y Yasmine Pierards quien participó como ex en la  cuarta temporada. En el primer episodio Alisa salió del programa por motivos nunca revelados.
Las miembros del reparto original de la tercera temporada Elodie Laay y Jamecia Baker, además de Elias Giannoccaro y Stacy Leirensde de la cuarta temporada regfresaron como exes.

#### Reparto
- En negrita los miembros del elenco denominados soltero.
      = Aparece por segunda vez en el programa.
      = Aparece por tercera vez en el programa.

| 1  | Alisa Litynska       | –                                                          |  |  |  |
| 10 | Esmee Ipema          | Yedi Lanoe                                                 |  |  |  |
| 10 | Harrie Snijders      | Jamy Brands, Rowan Van Den Heuvel, Stacy Leirens           |  |  |  |
| 10 | Joshua Feytons       | –                                                          |  |  |  |
| 9  | Lisa Sace            | Silvester Benjamin                                         |  |  |  |
| 10 | Renan Helleman       | Elodie Laay, Jamecia Baker                                 |  |  |  |
| 10 | Roy Van Den Braden   | Deborah Van Lingen, Fleur La Rebelle                       |  |  |  |
| 10 | Sharon Ipema         | –                                                          |  |  |  |
| 9  | Wayne Siebenga       | Fleur La Rebelle                                           |  |  |  |
| 10 | Yasmine Pierards     | Elias Giannoccaro                                          |  |  |  |
|    |                      |                                                            |  |  |  |
| 10 | Jamy Brands          | Elias Giannoccaro, Harrie Snijders                         |  |  |  |
| 10 | Elias Giannoccaro    | Jamy Brands, Rowan Van Den Heuvel, Tessa, Yasmine Pierards |  |  |  |
| 9  | Silvester Benjamin   | Lisa Sace, Tessa                                           |  |  |  |
| 8  | Rowan Van Den Heuvel | Elias Giannoccaro, Harrie Snijders                         |  |  |  |
| 7  | Elodie Laay          | Bülent Sayginer, Renan Helleman                            |  |  |  |
| 4  | Bülent Sayginer      | Elodie Laay                                                |  |  |  |
| 1  | Yedi Lanoe           | Esmee Ipema                                                |  |  |  |
| 5  | Jamecia Baker        | Andrea Serri, Renan Helleman                               |  |  |  |
| 4  | Andrea Serri         | Jamecia Baker                                              |  |  |  |
| 3  | Stacy Leirens        | Harrie Snijders                                            |  |  |  |
| 3  | Fleur La Rebelle     | Roy Van Den Braden, Wayne Siebenga                         |  |  |  |
| 2  | Tessa                | Elias Giannoccaro, Silvester Benjamin                      |  |  |  |
| 1  | Deborah Van Lingen   | Roy Van Den Braden                                         |  |  |  |

#### Duración del reparto
| Reparto   | Episodios | Episodios | Episodios | Episodios | Episodios | Episodios | Episodios | Episodios | Episodios | Episodios |
| Reparto   | 1         | 2         | 3         | 4         | 5         | 6         | 7         | 8         | 9         | 10        |
| Alisa     |           |           |           |           |           |           |           |           |           |           |
| Esmee     |           |           |           |           |           |           |           |           |           |           |
| Harrie    |           |           |           |           |           |           |           |           |           |           |
| Joshua    |           |           |           |           |           |           |           |           |           |           |
| Lisa      |           |           |           |           |           |           |           |           |           |           |
| Renan     |           |           |           |           |           |           |           |           |           |           |
| Roy       |           |           |           |           |           |           |           |           |           |           |
| Sharon    |           |           |           |           |           |           |           |           |           |           |
| Wayne     |           |           |           |           |           |           |           |           |           |           |
| Yasmine   |           |           |           |           |           |           |           |           |           |           |
| Jamy      |           |           |           |           |           |           |           |           |           |           |
| Elias     |           |           |           |           |           |           |           |           |           |           |
| Silvester |           |           |           |           |           |           |           |           |           |           |
| Rowan     |           |           |           |           |           |           |           |           |           |           |
| Elodie    |           |           |           |           |           |           |           |           |           |           |
| Bülent    |           |           |           |           |           |           |           |           |           |           |
| Yedi      |           |           |           |           |           |           |           |           |           |           |
| Jamecia   |           |           |           |           |           |           |           |           |           |           |
| Andrea    |           |           |           |           |           |           |           |           |           |           |
| Stacy     |           |           |           |           |           |           |           |           |           |           |
| Fleur     |           |           |           |           |           |           |           |           |           |           |
| Tessa     |           |           |           |           |           |           |           |           |           |           |
| Deborah   |           |           |           |           |           |           |           |           |           |           |
| --------- | --------- | --------- | --------- | --------- | --------- | --------- | --------- | --------- | --------- | --------- |

     = "Miembro del reparto" aparece en este episodio.
     = "Miembro del reparto" llega a la playa.
     = "Miembro del reparto" tiene un ex la playa.
     = "Miembro del reparto" llega a la playa y un ex llega durante el mismo episodio.
     = "Miembro del reparto" sale de la playa.
     = "Miembro del reparto" no aparece en este episodio.
     = "Miembro del reparto" llega a la playa y se retira en el mismo episodio.

### Temporada 6 (2020)
Se anunció una sexta temporada el 25 de febrero de 2020 a través de MTV Nderland. Se estrenó el 5 de abril de 2020. Los participantes de esta temporada incluyen a cuatro hombres: Alessio Alcamisi, Dante Vermeeren, Dennis Roos y Levi Curiel. Y cuatro mujeres: Ayla De Zwart, Julie Vanmol, Lynn Van Tiggelen y Olivia Talaronek. Lo nuevo de esta temporada es el "Ex-Poder" que la "Tableta del Terror" le otorga a los ex. Uno de los poderes significaba que los exes podían ser enviados a casa. Laurence Moesching de la tercera temporada y Tessa de la quinta temporada volvieron como ex, al igual que Jammy Brands de la quinta y Lie Meurs de la tercera, aunque estas llegaron sin tener ningún ex.

#### Reparto
- En negrita los miembros del elenco denominados solteros.

      = Aparece por segunda vez en el programa.
| 7 | Alessio Alcamisi     | Laurence Moesching                                  |  |  |  |
| 9 | Ayla De Zwart        | Reamon                                              |  |  |  |
| 9 | Dante Vermeeren      | Nicole Symoens                                      |  |  |  |
| 9 | Dennis Roos          | Laurence, Mandy, Tessa, Olivia                      |  |  |  |
| 9 | Julie Vanmol         | Alessandro Bongiorno, Evan Needles                  |  |  |  |
| 9 | Levi Curiel          | Lakeisha                                            |  |  |  |
| 9 | Lynn Van Tiggelen    | Evan Needles, Robin Sterk, Romey                    |  |  |  |
| 9 | Olivia Talaronek     | Dennis Roos                                         |  |  |  |
|   |                      |                                                     |  |  |  |
| 3 | Evan Needles         | Julie Vanmol, Laurence Moesching, Lynn Van Tiggelen |  |  |  |
| 9 | Lakeisha             | Celeste, Levi Curiel                                |  |  |  |
| 6 | Laurence Moesching   | Alessio, Dennis Roos, Evan Needles                  |  |  |  |
| 7 | Tessa                | Dennis Roos                                         |  |  |  |
| 7 | Romey                | Lynn Van Tiggelen                                   |  |  |  |
| 6 | Celeste              | Lakeisha                                            |  |  |  |
| 5 | Jamy Brands          | –                                                   |  |  |  |
| 5 | Lie Meurs            | –                                                   |  |  |  |
| 4 | Reamon               | Ayla De Zwart                                       |  |  |  |
| 3 | Robin Sterk          | Lynn Van Tiggelen                                   |  |  |  |
| 2 | Nicole Symoens       | Dante Vermeeren                                     |  |  |  |
| 1 | Mandy Van Gaalen     | Dennis Roos                                         |  |  |  |
| 1 | Alessandro Bongiorno | Julie Vanmol                                        |  |  |  |

#### Duración del reparto
| Reparto    | Episodios | Episodios | Episodios | Episodios | Episodios | Episodios | Episodios | Episodios | Episodios |
| Reparto    | 1         | 2         | 3         | 4         | 5         | 6         | 712       | 83        | 94        |
| Alessio    |           |           |           |           |           |           |           |           |           |
| Dante      |           |           |           |           |           |           |           |           |           |
| ---------- | --------- | --------- | --------- | --------- | --------- | --------- | --------- | --------- | --------- |
| Dennis     |           |           |           |           |           |           |           |           |           |
| Ayla       |           |           |           |           |           |           |           |           |           |
| Julie      |           |           |           |           |           |           |           |           |           |
| Levi       |           |           |           |           |           |           |           |           |           |
| Lynn       |           |           |           |           |           |           |           |           |           |
| Olivia     |           |           |           |           |           |           |           |           |           |
|            |           |           |           |           |           |           |           |           |           |
| Evan       |           |           |           |           |           |           |           |           |           |
| Lakeisha   |           |           |           |           |           |           |           |           |           |
| Laurence   |           |           |           |           |           |           |           |           |           |
| Tessa      |           |           |           |           |           |           |           |           |           |
| Romey      |           |           |           |           |           |           |           |           |           |
| Celeste    |           |           |           |           |           |           |           |           |           |
| Jamy       |           |           |           |           |           |           |           |           |           |
| Lie        |           |           |           |           |           |           |           |           |           |
| Reamon     |           |           |           |           |           |           |           |           |           |
| Robin      |           |           |           |           |           |           |           |           |           |
| Nicole     |           |           |           |           |           |           |           |           |           |
| Mandy      |           |           |           |           |           |           |           |           |           |
| Alessandro |           |           |           |           |           |           |           |           |           |

     = "Miembro del reparto" aparece en este episodio.
     = "Miembro del reparto" llega a la playa.
     = "Miembro del reparto" tiene un ex la playa.
     = "Miembro del reparto" tiene dos exes en la playa en el mismo episodio.
     = "Miembro del reparto" llega a la playa y un ex llega durante el mismo episodio.
     = "Miembro del reparto" sale de la playa.
     = "Miembro del reparto" no aparece en este episodio.1 Laurence fue expulsada en el episodio 7 debido a un poder que se le otorgó a Reamon.

### Temporada 7 (2021)
En noviembre de 2020 inició el casting para la búsqueda de nuevos integrantes para una nueva temporada. El 4 de marzo de 2021, MTV anunció el estreno de la séptima temporada, esta vez grabada en la isla española Tenerife. El primer episodio se emitió el 11 de abril de 2021. Esta temporada cuenta, entre sus participantes, con cuatro mujeres: Gloria Misengabu, Jørney Hendrikx, Lesley Versprille y Shani Van Hoey; y cuatro hombres: Danny Moors, Dusty Taconis, Keanu Ongena y Odim. Esta temporada presenta nuevamente el "Ex-Poder" que la "Tableta del Terror" le otorga a los ex.

#### Reparto
- En negrita los miembros del elenco denominados solteros.

| 9 | Danny Moors                    | –                                 |  |  |  |
| 9 | Dusty Taconis                  | Sem De Coninck                    |  |  |  |
| 9 | Gloria Misengabu               | –                                 |  |  |  |
| 8 | Jørney Hendrikx                | Davey Schniermanni                |  |  |  |
| 9 | Keanu Ongena                   | Imke Roose                        |  |  |  |
| 9 | Lesley Versprille              | Robin, Hugo Ras                   |  |  |  |
| 6 | Odim                           | –                                 |  |  |  |
| 9 | Shani Van Hoey                 | Jefferson "Jeffrey" Van Acker     |  |  |  |
|   |                                |                                   |  |  |  |
| 9 | Imke Roose                     | Keanu Ongena                      |  |  |  |
| 8 | Robin                          | Lesley Versprille, Shirley Cramer |  |  |  |
| 7 | Sem De Coninck                 | Dusty Taconis                     |  |  |  |
| 7 | Sander "Tatto Elvis" Van Vliet | Isidora Petrovic                  |  |  |  |
| 6 | Davey Schniermanni             | Jørney Hendrikx, Stash Ophuijsen  |  |  |  |
| 5 | Stash Ophuijsen                | Davey Schniermanni, Dion Le Noble |  |  |  |
| 4 | Dion Le Noble                  | Stash Ophuijsen                   |  |  |  |
| 4 | Isidora Petrovic               | Sander Van Vliet                  |  |  |  |
| 3 | Hakan Akbulut                  | Gullusen Özcelik                  |  |  |  |
| 3 | Shirley Cramer                 | Robin                             |  |  |  |
| 2 | Hugo Ras                       | Lesley Versprille                 |  |  |  |
| 2 | Gullusen Özcelik               | Hakan Akbulut                     |  |  |  |
| 1 | Jefferson "Jeffrey" Van Acker  | Shani Van Hoey                    |  |  |  |

#### Duración del reparto
| Reparto     | Episodios | Episodios | Episodios | Episodios | Episodios | Episodios | Episodios | Episodios | Episodios |
| Reparto     | 1         | 2         | 31        | 4         | 5         | 62        | 73        | 8         | 94        |
| Danny       |           |           |           |           |           |           |           |           |           |
| Dusty       |           |           |           |           |           |           |           |           |           |
| Gloria      |           |           |           |           |           |           |           |           |           |
| Jørney      |           |           |           |           |           |           |           |           |           |
| Keanu       |           |           |           |           |           |           |           |           |           |
| Lesley      |           |           |           |           |           |           |           |           |           |
| Odim        |           |           |           |           |           |           |           |           |           |
| Shani       |           |           |           |           |           |           |           |           |           |
| Imke        |           |           |           |           |           |           |           |           |           |
| Robin       |           |           |           |           |           |           |           |           |           |
| Sem         |           |           |           |           |           |           |           |           |           |
| Tatto Elvis |           |           |           |           |           |           |           |           |           |
| Davey       |           |           |           |           |           |           |           |           |           |
| Stash       |           |           |           |           |           |           |           |           |           |
| Dion        |           |           |           |           |           |           |           |           |           |
| Isidora     |           |           |           |           |           |           |           |           |           |
| Hakan       |           |           |           |           |           |           |           |           |           |
| Shirley     |           |           |           |           |           |           |           |           |           |
| Hugo        |           |           |           |           |           |           |           |           |           |
| Gullusen    |           |           |           |           |           |           |           |           |           |
| Jeffrey     |           |           |           |           |           |           |           |           |           |
| ----------- | --------- | --------- | --------- | --------- | --------- | --------- | --------- | --------- | --------- |

     = "Miembro del reparto" aparece en este episodio.
     = "Miembro del reparto" llega a la playa.
     = "Miembro del reparto" tiene un ex la playa.
     = "Miembro del reparto" llega a la playa y un ex llega durante el mismo episodio.
     = "Miembro del reparto" sale de la playa.
     = "Miembro del reparto" no aparece en este episodio.1 Sander llegó a la playa como resultado de un "Ex-Poder".

### Temporada 8 (2022)
La octava temporada fue confirmada por MTV el 6 de junio de 2021. El 14 de abril de 2022, se anunció la octava temporada a través de los canales de redes sociales de MTV. Esta temporada se filmó en Gran Canaria y el primer episodio se emitió el 12 de junio de 2022. Al igual que la temporada anterior, los ex tienen "poder extra". El grupo de solteros fue anunciado en mayo de 2022. Harrie Snijdersya apareció anteriormente en las temporadas cuatro y cinco del programa. Lakeisha regreso nuevamente como una ex, realizando su debut en el programa en la sexta temporada. 

#### Reparto
- En negrita los miembros del elenco denominados solteros.

      = Aparece por segunda vez en el programa.
| 9 | Jennifer Cuado      | 24 | –                                            |  |  |  |
| 6 | João Da Silva       | 25 | Ayleen Bella                                 |  |  |  |
| 5 | Joyce Lopez         | 25 | Lars Van Gijsel, Samir Van Dalen             |  |  |  |
| 7 | Luca Ghianii        | 23 | Ayleen Bella, Romée Van Zandvoort, Tess      |  |  |  |
| 9 | Lynn Raymakers      | 22 | Harrie Snijders                              |  |  |  |
| 9 | Nick Heij           | 21 | Anne Cuppen                                  |  |  |  |
| 9 | Stevie Burns        | 25 | Randy Eberhard                               |  |  |  |
| 3 | Tcheutche           | 23 | –                                            |  |  |  |
|   |                     |    |                                              |  |  |  |
| 9 | Romée Van Zandvoort | 24 | Luca Ghianii, Ivory, Harrie Snijders         |  |  |  |
| 7 | Ayleen Bella        | 22 | Harrie Snijders, João Da Silva, Luca Ghianii |  |  |  |
| 6 | Lars Van Gijsel     | 22 | Joyce Lopez, Yanne Van Utrecht               |  |  |  |
| 8 | Randy Eberhard      | 24 | Stevie Bruns                                 |  |  |  |
| 7 | Taier Wijnhout      | 22 | Joey                                         |  |  |  |
| 7 | Ivory               | 26 | Romée Van Zandvoort                          |  |  |  |
| 6 | Harrie Snijders     |    | Ayleen, Demi, Giovanna, Lynn, Romée          |  |  |  |
| 6 | Giovanna Miug       |    | Harrie Snijders, João Da Silva               |  |  |  |
| 5 | Anne Cuppen         |    | Nick Heij                                    |  |  |  |
| 4 | Joey                | 29 | Taier Wijnhout                               |  |  |  |
| 3 | Samir Van Dalen     | 26 | Joyce Lopez                                  |  |  |  |
| 2 | Lakeisha            | 21 | –                                            |  |  |  |
| 2 | Yanne Van Utrecht   | 22 | Lars Van Gijsel                              |  |  |  |
| 1 | Demi Van Den Hoof   |    | Harrie Snijders                              |  |  |  |
| 1 | Tess                |    | Luca Ghianii                                 |  |  |  |

#### Duración del reparto
| Reparto   | Episodios | Episodios | Episodios | Episodios | Episodios | Episodios | Episodios | Episodios | Episodios |
| Reparto   | 1         | 21        | 323       | 4         | 54        | 6         | 7         | 8         | 9         |
| Jennifer  |           |           |           |           |           |           |           |           |           |
| João      |           |           |           |           |           |           |           |           |           |
| Joyce     |           |           |           |           |           |           |           |           |           |
| Luca      |           |           |           |           |           |           |           |           |           |
| Lynn      |           |           |           |           |           |           |           |           |           |
| Nick      |           |           |           |           |           |           |           |           |           |
| Stevie    |           |           |           |           |           |           |           |           |           |
| Tcheutche |           |           |           |           |           |           |           |           |           |
| Romée     |           |           |           |           |           |           |           |           |           |
| Ayleen    |           |           |           |           |           |           |           |           |           |
| Lars      |           |           |           |           |           |           |           |           |           |
| Randy     |           |           |           |           |           |           |           |           |           |
| Taier     |           |           |           |           |           |           |           |           |           |
| Ivory     |           |           |           |           |           |           |           |           |           |
| Harrie    |           |           |           |           |           |           |           |           |           |
| Giovanna  |           |           |           |           |           |           |           |           |           |
| Anne      |           |           |           |           |           |           |           |           |           |
| Joey      |           |           |           |           |           |           |           |           |           |
| Samir     |           |           |           |           |           |           |           |           |           |
| Lakeisha  |           |           |           |           |           |           |           |           |           |
| Yanne     |           |           |           |           |           |           |           |           |           |
| Demi      |           |           |           |           |           |           |           |           |           |
| Tess      |           |           |           |           |           |           |           |           |           |
| --------- | --------- | --------- | --------- | --------- | --------- | --------- | --------- | --------- | --------- |

### Temporada 9 (2023)
El 28 de marzo de 2023 MTV anunció la nueva temporada, estrenándose el 14 de mayo del presente año. Fue filmada en Gran Canaria, España.

#### Reparto
- En negrita los miembros del elenco denominados solteros.

| 9 | Dylan van der Wal           | 22 | Megan Desaever                    |  |  |  |
| 9 | Ellen                       | 22 | Maxim van den Nieuwenhuyzen, Mert |  |  |  |
| 9 | Giorgina                    | 20 | Dennis                            |  |  |  |
| 9 | Janey                       | 20 | Lex Christian                     |  |  |  |
| 6 | Joey Ceti                   | 25 | Cinta, Lynn Laros                 |  |  |  |
| 9 | Jonn "Jonna" Amoh           | 28 | Lisa Louise                       |  |  |  |
| 9 | Marc-Junior                 | 20 | Brandy                            |  |  |  |
| 9 | Michelle van Dalen          | 20 | Bobbie Maartens                   |  |  |  |
|   |                             |    |                                   |  |  |  |
| 8 | Cinta                       | 23 | Joey                              |  |  |  |
| 8 | Maxim van den Nieuwenhuyzen | 19 | Ellen                             |  |  |  |
| 4 | Megan Desaever              | 23 | Dylan van der Wal                 |  |  |  |
| 7 | Lex Christian               | 20 | Janey, Michelle Cuvelier          |  |  |  |
| 6 | Lynn Laros                  | 22 | Joey                              |  |  |  |
| 6 | Cynthia Virginia            | 22 | Rick van Aanholt                  |  |  |  |
| 5 | Brandy                      | 18 | Marc-Junior                       |  |  |  |
| 4 | Lisa Louise                 | 24 | Jonn Amoh                         |  |  |  |
| 4 | Rick van Aanholt            | 22 | Cynthia Virginia                  |  |  |  |
| 3 | Dennis                      | 19 | Giorgina                          |  |  |  |
| 3 | Michelle Cuvelier           | 20 | Lex Christian                     |  |  |  |
| 2 | Yara Nour                   | 20 | –                                 |  |  |  |
| 2 | Bobbie Maartens             | 24 | Michelle van Dalen                |  |  |  |
| 1 | Mert                        | 21 | Ellen                             |  |  |  |

#### Duración del reparto
| Reparto     | Episodios | Episodios | Episodios | Episodios | Episodios | Episodios | Episodios | Episodios | Episodios |
| Reparto     | 1         | 2         | 3         | 41        | 5         | 6         | 7         | 8         | 9         |
| Dylan       |           |           |           |           |           |           |           |           |           |
| Ellen       |           |           |           |           |           |           |           |           |           |
| Giorgina    |           |           |           |           |           |           |           |           |           |
| Janey       |           |           |           |           |           |           |           |           |           |
| Joey        |           |           |           |           |           |           |           |           |           |
| Jonna       |           |           |           |           |           |           |           |           |           |
| Marc-Junior |           |           |           |           |           |           |           |           |           |
| Michelle D  |           |           |           |           |           |           |           |           |           |
| Cinta       |           |           |           |           |           |           |           |           |           |
| Maxim       |           |           |           |           |           |           |           |           |           |
| Megan       |           |           |           |           |           |           |           |           |           |
| Lex         |           |           |           |           |           |           |           |           |           |
| Lynn        |           |           |           |           |           |           |           |           |           |
| Cynthia     |           |           |           |           |           |           |           |           |           |
| Brandy      |           |           |           |           |           |           |           |           |           |
| Lisa        |           |           |           |           |           |           |           |           |           |
| Rick        |           |           |           |           |           |           |           |           |           |
| Dennis      |           |           |           |           |           |           |           |           |           |
| Michelle C  |           |           |           |           |           |           |           |           |           |
| Bobbie      |           |           |           |           |           |           |           |           |           |
| Yara Nour   |           |           |           |           |           |           |           |           |           |
| Mert        |           |           |           |           |           |           |           |           |           |
| ----------- | --------- | --------- | --------- | --------- | --------- | --------- | --------- | --------- | --------- |

### Temporada 10: All Stars (2024)
La décima temporada se estrenó el 7 de abril de 2024. Después de la novena temporada, se ordenó otra edición All Star, trayendo de vuelto a participantes destacados de las últimas temporadas. El reparto principal esta formado por cuatro hombres y cuatro mujeres: Elias Giannoccaro de la cuarta temporada, Shirley Cramer de la séptima temporada, Ayleen Bella, Ivory y Luca Ghianii de la octava temporada, y Maxim, Michelle van Dalen y Yara Nour de la novena temporada.

#### Reparto
- En negrita los miembros del elenco denominados solteros.

      = Aparece por segunda vez en el programa.
      = Aparece por tercera vez en el programa.
| 9 | Ayleen Bella               | 23 | Maikel                                 |  |  |  |
| 9 | Elias Giannoccaro          | 25 | Elodie, Lie                            |  |  |  |
| 9 | Luca Ghianii               | 26 | Stevie, Lesley, Zaanse, Rosalie-Bo     |  |  |  |
| 9 | Ivory                      | 28 | Rosalie-Bo                             |  |  |  |
| 9 | Maxim an den Nieuwenhuyzen | 21 | Megan, Romy                            |  |  |  |
| 9 | Michelle van Dalen         | 21 | Dylan, Dusty                           |  |  |  |
| 9 | Shirley Cramer             | 29 | –                                      |  |  |  |
| 9 | Yara Nour                  | 20 | Dusty                                  |  |  |  |
|   |                            |    |                                        |  |  |  |
| 9 | Megan Desaever             | 23 | Maxim, Dyla, Joey, Dusty               |  |  |  |
| 8 | Stevie Burns               | 26 | Luca, Ramon                            |  |  |  |
| 8 | Ramon Lorenzo Turba        |    | Stevie                                 |  |  |  |
| 7 | Lesley Versprille          |    | Luca, Dusty                            |  |  |  |
| 7 | Dylan van der Wal          | 23 | Megan, Michelle, Madelon               |  |  |  |
| 6 | Romy                       |    | Maxim                                  |  |  |  |
| 6 | Joey Ceti                  | 26 | Megan                                  |  |  |  |
| 5 | Zaanse Lois                |    | Luca                                   |  |  |  |
| 4 | Dusty Taconis              |    | Lesley, Megan, Michelle, Yara, Madelon |  |  |  |
| 3 | Quentin Steenwinkel        |    | –                                      |  |  |  |
| 3 | Maikel Mike                |    | Ayleen                                 |  |  |  |
| 2 | Elodie Laay                | 29 | Elias                                  |  |  |  |
| 2 | Rosalie-Bo Raggers         |    | Ivory, Luca                            |  |  |  |
| 1 | Madelon Rooijakkers        |    | Dusty, Dylan                           |  |  |  |
| 1 | Lie Meurs                  |    | Elias                                  |  |  |  |

#### Duración del reparto
| Reparto    | Episodios | Episodios | Episodios | Episodios | Episodios | Episodios | Episodios | Episodios | Episodios |
| Reparto    | 1         | 2         | 3         | 4         | 5         | 6         | 7         | 8         | 9         |
| Ayleen     |           |           |           |           |           |           |           |           |           |
| Elias      |           |           |           |           |           |           |           |           |           |
| Ivory      |           |           |           |           |           |           |           |           |           |
| Luca       |           |           |           |           |           |           |           |           |           |
| Maxim      |           |           |           |           |           |           |           |           |           |
| Michelle   |           |           |           |           |           |           |           |           |           |
| Shirley    |           |           |           |           |           |           |           |           |           |
| Yara Nour  |           |           |           |           |           |           |           |           |           |
| Megan      |           |           |           |           |           |           |           |           |           |
| Stevie     |           |           |           |           |           |           |           |           |           |
| Ramon      |           |           |           |           |           |           |           |           |           |
| Lesley     |           |           |           |           |           |           |           |           |           |
| Dylan      |           |           |           |           |           |           |           |           |           |
| Romy       |           |           |           |           |           |           |           |           |           |
| Joey       |           |           |           |           |           |           |           |           |           |
| Zaanse     |           |           |           |           |           |           |           |           |           |
| Dusty      |           |           |           |           |           |           |           |           |           |
| Quentin    |           |           |           |           |           |           |           |           |           |
| Maikel     |           |           |           |           |           |           |           |           |           |
| Elodie     |           |           |           |           |           |           |           |           |           |
| Rosalie-Bo |           |           |           |           |           |           |           |           |           |
| Madelon    |           |           |           |           |           |           |           |           |           |
| Lie        |           |           |           |           |           |           |           |           |           |
| ---------- | --------- | --------- | --------- | --------- | --------- | --------- | --------- | --------- | --------- |

### Temporada 11 (2025)
La decimoprimer temporada se estrenó el 11 de mayo de 2025. El programa fue nuevamente filmado en una villa en la Península de Barú, Colombia. Marc-Junior de la novena temporada, regresa en el papel de soltero. Varios ex regresaron de temporadas anteriores, Joey Ceti de la temporada novena y décima, João Da Silva y Taier Wijnhout de la octava temporada, y Quentin Steenwinkel de la tercera y décima.

#### Reparto
- En negrita los miembros del elenco denominados solteros.

      = Aparece por segunda vez en el programa.
      = Aparece por tercera vez en el programa.
| 8 | Chantal Kuyt         | 22 | Jaimy           |  |  |  |
| 8 | Dani                 | 25 | Chimene, Janey  |  |  |  |
| 8 | Demi Kersten         | 23 | Henke           |  |  |  |
| 8 | Jonna Tshinkobo      | 24 | Kyenta          |  |  |  |
| 8 | Marieanne            | 28 |                 |  |  |  |
| 8 | Nick van Hoof        | 24 | Jenna           |  |  |  |
| 8 | Marc-Junior          | 24 |                 |  |  |  |
| 8 | Shaniqua Albertus    | 19 |                 |  |  |  |
|   |                      |    |                 |  |  |  |
| 8 | Chimene Stal         | 19 | Dani, Joey, Jay |  |  |  |
| 6 | Jenna Weber          |    | Nick            |  |  |  |
| 6 | Joey Ceti            | 27 | Chimene         |  |  |  |
| 5 | Destiny Dunker       |    | Taier           |  |  |  |
| 5 | Jaimy Kroesen        |    | Chantal         |  |  |  |
| 4 | Taier Wijnhout       |    | Destiny         |  |  |  |
| 4 | João Da Silva        |    | Maria           |  |  |  |
| 4 | Quentin Steenwinkel  |    |                 |  |  |  |
| 4 | Kyenta               |    | Jonna           |  |  |  |
| 3 | Janey Meere          |    | Dani            |  |  |  |
| 3 | Henke van den Heuvel |    | Demi, Delano    |  |  |  |
| 2 | Jay Ryan             |    | Chimene, Reshum |  |  |  |
| 2 | Maria Eduarda        |    | João            |  |  |  |
| 1 | Reshum               |    | Jay             |  |  |  |
| 1 | Delano               |    | Henke           |  |  |  |

| Reparto     | Episodios | Episodios | Episodios | Episodios | Episodios | Episodios | Episodios | Episodios | Episodios |
| Reparto     | 1         | 2         | 3         | 41        | 52        | 6         | 7         | 8         | 9         |
| Chantal     |           |           |           |           |           |           |           |           |           |
| Dani        |           |           |           |           |           |           |           |           |           |
| Demi        |           |           |           |           |           |           |           |           |           |
| Jonna       |           |           |           |           |           |           |           |           |           |
| Marianne    |           |           |           |           |           |           |           |           |           |
| Marc-Junior |           |           |           |           |           |           |           |           |           |
| Nick        |           |           |           |           |           |           |           |           |           |
| Shaniqua    |           |           |           |           |           |           |           |           |           |
| Chimene     |           |           |           |           |           |           |           |           |           |
| Jenna       |           |           |           |           |           |           |           |           |           |
| Joey        |           |           |           |           |           |           |           |           |           |
| Destiny     |           |           |           |           |           |           |           |           |           |
| Jaimy       |           |           |           |           |           |           |           |           |           |
| Taier       |           |           |           |           |           |           |           |           |           |
| João        |           |           |           |           |           |           |           |           |           |
| Quentin     |           |           |           |           |           |           |           |           |           |
| Kyenta      |           |           |           |           |           |           |           |           |           |
| Janey       |           |           |           |           |           |           |           |           |           |
| Henke       |           |           |           |           |           |           |           |           |           |
| Maria       |           |           |           |           |           |           |           |           |           |
| Jay         |           |           |           |           |           |           |           |           |           |
| Reshum      |           |           |           |           |           |           |           |           |           |
| Delano      |           |           |           |           |           |           |           |           |           |
| ----------- | --------- | --------- | --------- | --------- | --------- | --------- | --------- | --------- | --------- |

## Spin-off
- Mira con... (2019-2021): El primer especial se transmitió durante la cuarta, sexta y séptima temporada. Se estrena un capítulo luego de un nuevo episodio de Ex on the Beach: Double Dutch. Fue presentado por Koen Kardashian en un principio, Famke Louise lo dirigió en 2020 y a partir de 2021 Kardashian vuelve a presentar el programa. En el spin-off, el presentador entrevista a participantes de la temporada que se está transmitiendo. Junto con el participante se encuentran amigos y familiares, mientras miran y discuten el episodio recién emitido de Ex on the Beach: Double Dutch!.  En 2021, tras el estreno de la séptima temporada, los ocho solteros, junto con Kardashian, vieron el primer episodio, a partir del segundo episodio, regresa al formato normal.

- Pack con... (2019): El segundo especial apareció bajo el nombre de Packing with ... y solo se transmitió durante la quinta temporada. El programa fue presentado por Koen Kardashian. Entresvitó a cada participante de la quinta temporada mientras estos empacaban sus maletas para volver a casa.
- ¿Qué pasó después con ...? (2020): El tercer especial es similar al primero pero un poco diferente y presentado por Famke Louise, repasó la sexta temporada con los participantes y lo que les sucedió después de la temporada en términos de redes sociales, relaciones y experiencias. Los episodios siempre aparecieron en línea en el canal de YouTube de MTV, después de que la temporada terminó en la televisión.[24]

- De vuelta en la playa (2023): El cuarto especial apareció con el nombre Back on the Beach y se emitió dos semanas antes del comienzo de la noven temporada. El programa fue presentado por Janice Blok. En el programa, ella y los ex participantes de recuerdan su participación y el impacto que tuvo en sus vidas.